# William Cullen

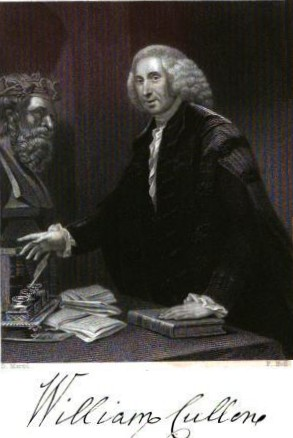
William Cullen

William Cullen (* 15. April 1710 in Hamilton, Lanarkshire; † 5. Februar 1790 in Kirknewton/West Lothian bei Edinburgh) war ein schottischer Mediziner, Landarzt, Chirurg und Chemiker.

## Leben und Wirken
Cullen studierte ab 1727 in Glasgow Medizin und kam 1729 nach London. 1730 war er als Schiffsarzt auf einem Schiff in der Karibik und danach 1734 bis 1736 an der Universität Edinburgh. Danach war er acht Jahre niedergelassener Arzt in seinem Heimatort Hamilton. Als solcher inspirierte er William Hunter zum Studium der Medizin und nahm diesen auch bei sich im Haus auf. 1740 wurde er an der Universität Glasgow in Medizin promoviert und war ab 1744 an der Universität Glasgow, an der er 1747 den ersten Chemie-Lehrstuhl in Großbritannien erhielt.
1751 wurde Cullen Regius Professor of Medicine and Therapeutics an der University of Glasgow, 1755 wurde er Professor für Chemie an der University of Edinburgh, an der er ab 1766 auch Physik und ab 1773 Medizin lehrte. Im Jahr 1773 wurde er zum Präsidenten des Royal College of Physicians of Edinburgh ernannt und 1777 zum Fellow of the Royal Society of London gewählt. Cullen war Nachfolger von Robert Whytt (1717–1766). Die Universität Edinburgh wurde damals in Europa als führend auf dem Gebiet der Medizin angesehen. Whytt hatte aufbauend auf den Lehren des als „Vater der Neurologie“ betrachteten Thomas Willis und derjenigen von Thomas Sydenham eine Nerventheorie entwickelt, die zur pathogenetischen Grundlage der gesamten Krankheitslehre gemacht wurde. Der Empirismus der schottischen Philosophie kam den Erfolgen der Naturwissenschaften entgegen. John Brown, der Begründer des Brownianismus, war ein Schüler Cullens und wurde von diesem begünstigt, etwa indem er dem durch Ausschweifung gesundheitlich und finanzielle Geschädigten Privatissima bei den Studenten verschaffte.
Cullen ist einer der Gründer der Royal Society of Edinburgh und der Royal Medical Society. 1789 wurde er zum auswärtigen Mitglied der Göttinger Akademie der Wissenschaften gewählt.
Er gründete in Edinburgh eine Schule der Chemie. Einer seiner Schüler in Glasgow und Edinburgh war Joseph Black. Cullen war einer der ersten Chemiker, die symbolische Reaktionsgleichungen benutzten (um 1758). Er klassifizierte Erdalkalimetalle und befasste sich mit dem Reinigen von Kochsalz.
Cullens Werk Synopsis Nosologiae Methodicae gilt als ein Vorläufer der  ICD.

## Einführung des Begriffs Neurose
1776 wurde von Cullen der Begriff Neurose eingeführt. Mit diesem Begriff sollten in Abgrenzung von Neuritis alle nichtentzündlichen Erkrankungen des Nervensystems bezeichnet werden. Damit waren auch psychische Störungen gemeint. Dies bedeutet nicht, dass mit dem von Cullen geprägten Begriff der Neurose auch schon eine Bedeutung von Neurose in unserem heutigen Sinne festgelegt wurde, etwa im Sinne der „Sprechstundenpsychiatrie“ bzw. der kleinen Psychiatrie. Vielmehr legte Cullen in seiner Krankheitseinteilung großen Wert auf die Neurophysiologie. Deren für die damalige Zeit neuartige Ergebnisse hatten mit Arbeiten von Georg Ernst Stahl, Friedrich Hoffmann und Albrecht von Haller eine europaweite Kontroverse ausgelöst.
Cullens Hauptwerke waren First Lines of the Practice of Physic; Institutions of Medicine (1784) und Synopsis Nosologiae Methodicae (1785), in denen er eine nosologische Einteilung der Krankheiten in vier große Gruppen vornahm. Diese Gruppen waren:
- Pyrexiae, d. h. fieberhafte Krankheiten wie z. B. Typhus
- Neuroses, d. h. Nervenkrankheiten wie z. B. Epilepsie
- Cachexiae, d. h. Krankheiten mit schlechter körperlicher Allgemeinverfassung (Kachexie) wie z. B. Skorbut
- Locales, d. h. lokale Krankheitsursachen wie z. B. Krebs.

Damals ging man dazu über, psychische Krankheiten wie z. B. Hysterien nicht mehr in der Gebärmutter zu lokalisieren oder sie als unheilbare Besessenheit zu betrachten. Man fasste sie mehr und mehr als Nervenkrankheiten auf. Dennoch wurde Cullen von Philippe Pinel kritisiert, da er wie auch Erasmus Darwin, schon einfache Laster als Geisteskrankheiten ansah. Pinel sagte: „Ce serait convertir en Petites Maisons nos cités les plus florissantes.“ (Dies würde bedeuten, unsere blühendsten Städte in Privatirrenhäuser umzuwandeln.) Cullen vertrat mit dem Prinzip der Erziehung eine ähnliche Auffassung, wie sie sogar von Pinel selbst propagiert wurde und in Deutschland vor allem von der Gruppe der Psychiker aufgegriffen wurde. Nur war Pinel eher ein pragmatischer Charakter.

## Künstliche Kühlung
Im Jahre 1756 experimentierte Cullen mit Diethyläther, den er durch Unterdruck zum Verdampfen brachte. Der Umgebung des Reaktionsgefäßes wurde Wärme entzogen, und es entstanden geringe Mengen Eis. Eine wirtschaftliche Bedeutung erlangten die Erkenntnisse dieses Experiments nicht.

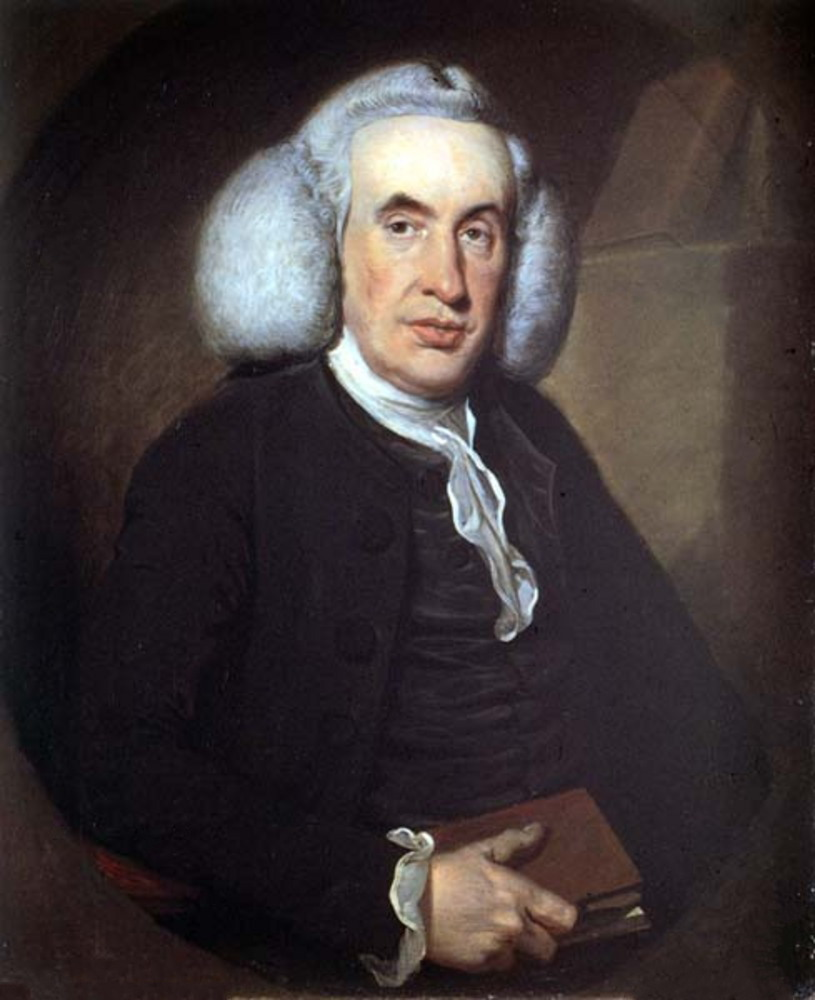
William Cullen. Ölgemälde eines unbekannten Künstlers.

## Schriften (Auswahl)
- Chemical history of vegetables, 1746
- Chemical history of animals, 1746
- First Lines of the Practice of Physick, for the Use of Students. 4 Bände. London 1777–1784
  - deutsch: Grundriss der ärztlichen Praxis für Studenten
- Institutions of Medicine
- Lectures on the Materia medica, Lowndes, London 1772 (archive.org).
  - 2. Auflage: Whitestone, Dublin 1781 (archive.org).
  - Deutsch Johann Dietrich Philipp Christian Ebeling. Weygand, Leipzig 1781 (reader.digitale-sammlungen.de).
- Synopsis Nosologiae Methodicae (1785), eine Klassifikation der Krankheiten
- Cours de Matière médicale. Erschienen: Band 1–4. Paris, 1788. urn:nbn:de:hbz:061:2-148946
- A treatise of the Materia medica (1789)
  - deutsch: Abhandlung über die Materia Medika. Übersetzt und mit Anmerkungen von Samuel Hahnemann. Im Schwickertschen Verlage, Leipzig 1790, Band 1; archive.org.
- Traité de Matière médicale. Übersetzt von Bosquillon, Édouard François Marie. Erschienen: Band 1–3. Sauveur, Pavie 1791. urn:nbn:de:hbz:061:2-148969
- Trattato di Materia medica del Signor Gugliemo Cullen. Beteiligte Person: Dalladecima, Angelo. 2. Ed. Erschienen: Band 1–6. Bettinelli, Padova 1798. urn:nbn:de:hbz:061:2-148955